# Бодилестоподобни акули
Бодилестоподобните (Squaliformes) са разред в надразред акулообразни, който включва около 97 вида, групирани в седем семейства.
Членове на разреда имат две гръбни перки, които обикновено притежават бодли, нямат аналната перка или мигателна ципа, с пет хрилни цепки. В повечето други отношения обаче те са доста различни по форма и размер. Те са разпространени повсеместно от полярните да тропическите води и от плитките крайбрежни морета до открития океан.

## Класификация
Разред Бодилестоподобни акули
- Семейство Centrophoridae (Bleeker, 1859)
  - Род Centrophorus
  - Род Deania
- Семейство Dalatiidae (J. E. Gray, 1851)
  - Род Euprotomicroides
  - Род Heteroscymnoides
  - Род Mollisquama
  - Tribe Dalatiini
    - Род Dalatias
    - Род Isistius

  - Tribe Euprotomicrini
    - Род Euprotomicrus
    - Род Squaliolus
- Семейство Echinorhinidae Gill, 1862
  - Род Echinorhinus
- Семейство Etmopteridae Fowler, 1934
  - Род Aculeola
  - Род Centroscyllium
  - Род Etmopterus
  - Род Miroscyllium
  - Род Trigonognathus
- Семейство Oxynotidae Gill, 1872
  - Род Oxynotus
- Семейство Somniosidae D. S. Jordan, 1888
  - Род Centroscymnus
  - Род Centroselachus
  - Род Proscymnodon
  - Род Scymnodalatias
  - Род Scymnodon
  - Род Somniosus
  - Род Zameus
- Семейство Squalidae  de Blainville, 1816
  - Род Cirrhigaleus
  - Род Squalus